# Мечешу-де-Жос
Мечешу-де-Жос (рум. Măceșu de Jos) — село у повіті Долж в Румунії. Входить до складу комуни Мечешу-де-Жос.
Село розташоване на відстані 199 км на захід від Бухареста, 50 км на південь від Крайови.

## Населення
За даними перепису населення 2002 року у селі проживали 1206 осіб. Рідною мовою 1202 особи (99,7%) назвали румунську.
Національний склад населення села:
| Національність | Кількість осіб | Відсоток |
| -------------- | -------------- | -------- |
| румуни         | 1197           | 99,3%    |
| цигани         | 9              | 0,7%     |